# Irena Anžič
Irena Anžič (prej Zdolšek), slovenska citrarka, * 1985, Grobelno.
Leta 2002 je osvojila naziv državne prvakinje in »prešmentane citrarke«. Izobraževala se je na Visoki šoli za glasbo in gledališče v Münchnu pri profesorju Georgu Glaslu. Leta 2007 je študij zaključila in tako postala prva diplomirana profesorica citer v Sloveniji z visokošolsko pedagoško diplomo. Istega leta je opravila še umetniško specializacijo. 
Danes deluje kot interpret raznih zvrsti glasbe na citrah, tako solistično kot v raznih zasedbah.
Do leta 2009 je dvakrat nastopila v ciklu GM Oder, sodelovala je s Slovensko filharmonijo, z Radiem Slovenija, Visoko šolo za glasbo Nuernberg itd.. Kot solistka je nastopila na božično novoletnem koncertu SNG Maribor, leta 2013 na Prešernovi proslavi v Cankarjevem domu (projekt Kultura osebno), v letu 2016 s STOP... Sodeluje z različnimi slovenskimi izvajalci (Janez Dovč, Boštjan Gombač, Jararaja, Urška Arlič-Gololičič, Franja Kočnik idr.) in v projektu Sounds of Slovenia.
Bila je članica Slovenskega citrarskega kvarteta od leta 2000 do 2013 - v tem času so izdali tri zgoščenke. Samostojno pa je izdala tri solistične zgoščenke (z nekaj gosti), prvo z naslovom Zither moves s skladbami tujih skladateljev ( med drugim Fredrik Schwenk *1960 / Somber City) drugo z naslovom Cvetje v Bachu z deli slovenskih skladateljev, od avtorskih skladb do aranžmajev slovenskih ljudskih pesmi in tretjo "Vrtavka", na kateri je izbrala lastne skladbe in avtorska dela drugih slovenskih skladateljic, vse napisane pred kratkim za citre. Izdala je tudi učbenik za citre za standardno uglasitev v več delih (Citre 1-5) ter nekaj zbirk pesmi za najmlajše (Citre A, B in C). Poučuje na glasbeni šoli v Slovenski Bistrici in na glasbeni šoli v Celju.
Na njeno pobudo je več slovenskih skladateljev napisalo avtorska dela za citre (Žiga Stanič, Sašo Vollmaier, Janez Dovč, Urška Orešič Šantavec, Tina Mauko, Bojana Šaljič Podešva, Matjaž Jarc idr.).